# Едгар Ковач

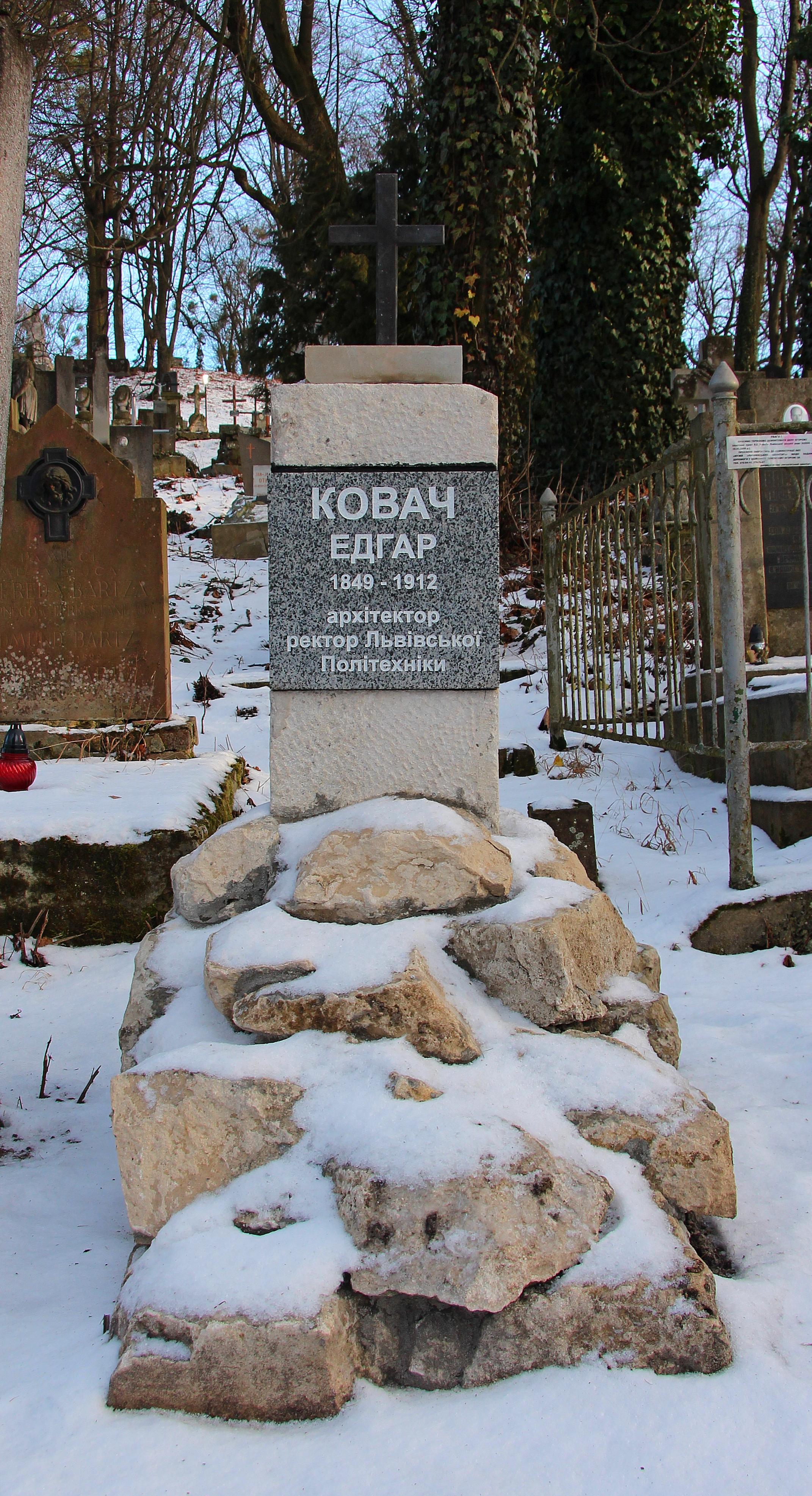

Е́дгар Ко́вач (угор. Kováts Edgar; 27 вересня 1849, Карапчів, нині Вижницький район — 4 липня 1912, Львів) — архітектор, живописець, теоретик мистецтва, ректор Львівської політехніки. За походженням угорець. Автор власної концепції нового галицького стилю в архітектурі та ужитковому мистецтві під назвою «Спосіб закопанський». Основні засади сформулював в однойменному альбомі орнаментальних мотивів, виданому 1899 року. Концепція Ковача викликала значний резонанс у мистецьких колах Галичини.

## Навчання
Народився 27 вересня у селі Карапчів (нині Вижницький район), в угорській родині. Був наймолодшою дитиною в сім'ї. Мав старшу сестру Альму і брата Наполеона. Походив з угорського шляхетського роду, котрий ще до народження батька осів у Галичині. Батько Антоній Ковач після Листопадового повстання переселився на Буковину. Працював у місцевих органах влади, вів активну політичну діяльність. Про мати відомо лише те, що вона передчасно померла. Її походження та деталей біографії не встановлено.
1859 року Едгара відправили до Чернівців, де він закінчив три класи реальної школи з відзнакою і чотири класи гімназії. На ці роки припадають перші його проби у малярстві. Всупереч волі батька у Чернівцях навчався живопису і рисунку в М. А. Ґодлевського.
Рішенням батька його відправили на 1867-1868 академічний рік навчатись архітектури до львівської Технічної академії (назва Львівської політехніки до 1877 року). Продовжив навчання у Віденській політехніці, де пройшов курс математики, геометрії, рисунку і конструювання. 1869 року потайки від батька вступив до Віденської академії мистецтв на курс історичного живопису. Розгніваний батько перестав фінансово підтримувати сина. Попри те, що Едгарові щойно вдалось вперше продати два свої живописні твори, він опинився у сильній скруті. В цей час йому допоміг родич (можливо зі сторони матері) художник Станислав Кшиштофович.
Нарешті дійшовши згоди з батьком, вирушив на навчання до Вищої технічної школи Цюриха (1870—1872). Серед викладачів з фаху був зокрема Готфрід Земпер. Поза технічними дисциплінами займався цілим рядом чисто мистецьких. Вивчав рисунок, анатомічний рисунок, пейзажний живопис, орнаментику, а також мистецтво ренесансу та античного періоду, арабське мистецтво і навіть німецьку драму. Під час навчання у Швейцарії потоваришував із Тадеушем Стриєнським.

## Віденський період

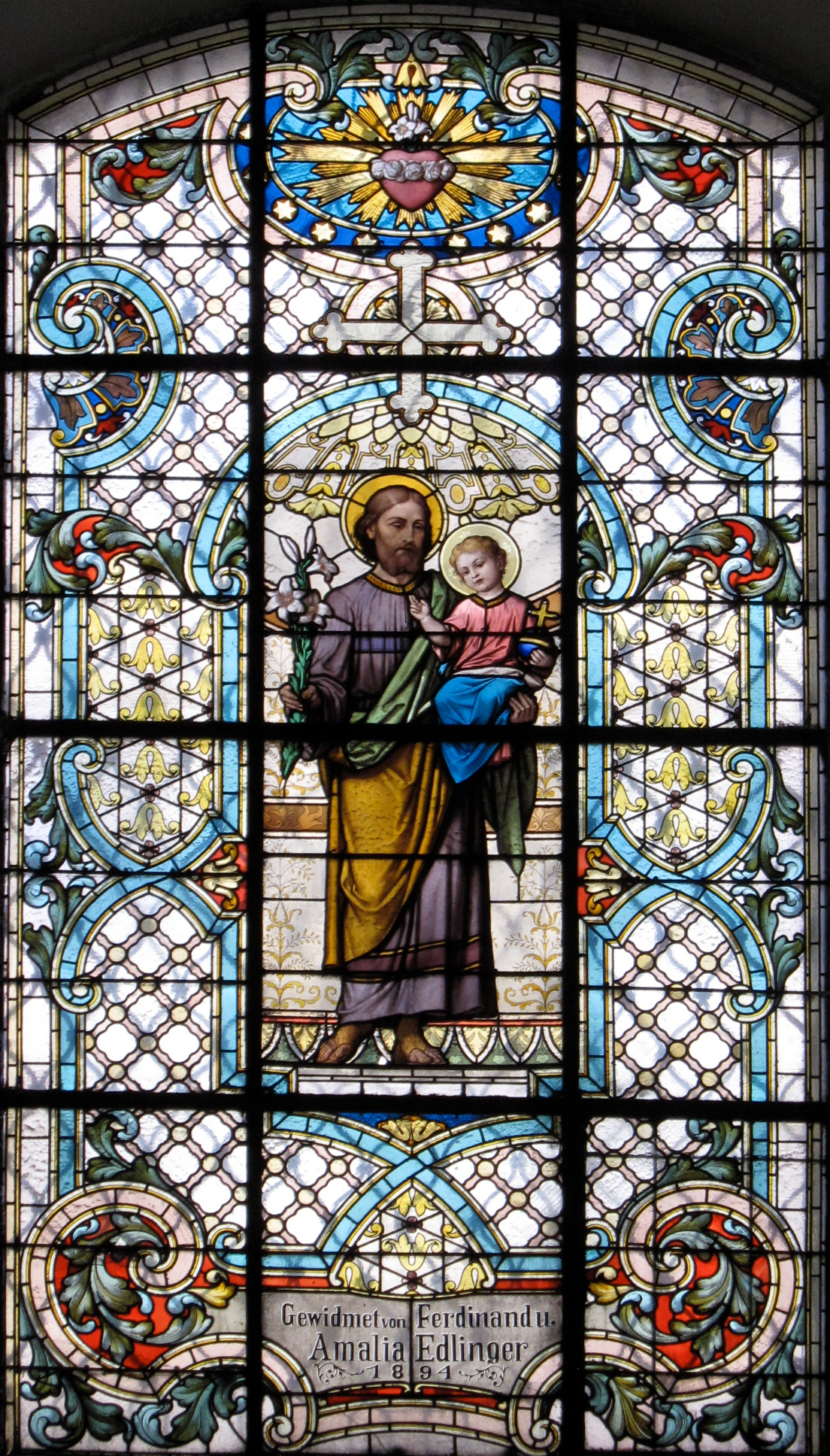
Йосиф із Немовлям. Маріягільфкірхе, 1894.

Закінчивши навчання, після короткого перебування вдома, виїхав до Відня. Тут 15 жовтня 1872 року влаштовується асистентом до архітектурно-проєктного ательє Карла фон Гасенауера і Готфріда Земпера. Ательє на той час займалось проєктуванням будівель, віденського району Гофбург, котрі виходили до новоствореної кільцевої вулиці Рінгштрассе. Які саме роботи виконував Ковач, нині встановити складно, оскільки переважна більшість проєктів підписана особисто Гасенауером. Ательє виконало проєкти Музею образотворчого мистецтва, Природничого музею, Бурґтеатру, палацу дружини цісаря, відомого як «Гермесвілла» (реалізований у 1881—1888 роках), проєкт пам'ятника Гріллпарцера на Фольксгарден. Одночасно з роботою в ательє, викладав рисунок у місцевій Школі будівельних ремесел.
У жовтні 1888 року звільняється з ательє Гасенауера, але спроба організувати самостійну діяльність була невдалою і Ковач влаштовується в ательє Феринанда фон Кіршнера. Ательє реалізує кілька великих проєктів у Хофбургу зі сторони Міхаелерплац, в яких Ковач відіграє роль «правої руки» Кіршнера. Праці велись над поєднанням Рейхсканцелярії із ансамблем будівель школи кінної їзди. Ковач був відповідальним за відновлення фасадів ще двох будівель на Міхаелерплац — костелу св. Михаїла (1893) і палацу Герберштайна (1894, незабаром після цього перебудовано). 1892 року спільно із Гумбертом фон Мольтгаймом та Моріцом Шайдером розробив план регуляції віденської дільниці Штубентор, ймовірно призначений для конкурсу.
В цей період він виконує і свою єдину самостійну роботу у Відні — реставрацію Маріягільфкірхе (1893). Праці стосувались виключно інтер'єру. Відчищено фрески XVIII ст., місцями знято нашарування 1840-х років котрі визнано «малоартистичними». Реалізовано нові розписи у шістьох бічних каплицях за проєктом Ковача. Розписи виконано Фердинандом Хайзерером за участі Йогана Мюллера. Виготовлено вітражі в необароковому стилі. Проведено реставрацію столярних виробів, а також виготовлено куті металеві балюстради перед вівтарями в трансепті. Розписи втрачені під час ремонтних робіт у 1950-1960-х роках. З вітражів збереглись лише деякі в трансепті храму та каплицях.
Виконував проєкти декорування інтер'єрів спільно зі скульптором Адольфом Шилі і живописцем Фердинандом Хайзерером. Розробив архітектурну частину двох мостів у Будапешті (інженерську виконав Освальд Ліш). Проєкт фонтану Енґельбруннен. Розробляв кераміку і тканини, займався живописом. Твори експонувались на виставках віденських мистецьких товариств, репродукувались у журналі «Moderne Kunst». Читав лекції із перспективи і оптики для живописців. Цікавим є той факт, що 1893 року Ковач видав у Відні дві свої поезії німецькою мовою Puszta-Sage und Barrikaden-Episode.

## Закопанський період

### Школа дерев'яного промислу в Закопаному
Школа дерев'яного промислу була створена 1876 року в Закопаному ініціативою Товариства Татр (Towarzystwo Tatrzańskie). Метою був розвиток місцевих ремесел. Школа однак, через два роки була націоналізована. На початках навчання проводилось у дусі історичних стилів і народним промислам уваги не приділялось. Під тиском критики, ситуація змінилась і у школі почав впроваджуватись модний на той час «Закопанський стиль», пропагований відомим польським архітектором Станіславом Віткевичем.
3 квітня 1895 викладачем школи призначено Ковача. Одночасно він отримав Золотий хрест з короною за заслуги. Вимушений від'їзд зі столиці викликав у Ковача певне розчарування. Спочатку працював «учителем найвищого IX рангу» викладаючи основи архітектури. Наступного року став новим директором школи. Відразу по призначенню, він почав впроваджувати власну концепцію навчання ужиткового мистецтва. Основною її відмінністю було ґрунтовне вивчення народного мистецтва, що передувало засвоєнню елементів історичних стилів. Це був досить незвичний підхід на тлі всеохопного панування необароко в ужитковому мистецтві та архітектурі Австро-Угорщини тих часів. Ймовірно саме тоді вперше почав втілювати ідеї «Способу закопанського» (пол. Sposób zakopiański) — власної «редакції» орнаментального мистецтва гірських жителів (на відміну від досі практикованого «Стилю закопанського» С. Віткевича). Тим не менше необарокові вироби і далі практикувались у школі, оскільки на той час користувались великим попитом.

### Парафіяльний костел
Початок діяльності Ковача в Закопаному збігся з роботами, пов'язаними зі внутрішнім оздобленням місцевого парафіяльного костелу. Громадським обговоренням на той час за основу було взято концепцію Станіслава Віткевича, що базувалась на місцевих народних мотивах. Навесні 1897 року стосунки Віткевича і місцевого священика значно погіршились і він відійшов від справ.
Школа, очолювана Ковачем, стала по суті єдиною мистецькою силою, правильно підготовленою, спроможною фахово втілювати проєкт. Нею було реалізовано вівтарі Серця Ісусового та святого Антонія за проєктами Віткевича та вівтар святого Франциска за проєктом Ковача. Сам Станіслав Віткевич, однак, вкрай критично оцінював подальшу реалізацію своїх ескізів, стверджуючи в листуванні, що їх було «зіпсуто Школою». Паралельно з роботами в закопанському костелі, у колі духовенства виразно означились противники застосування «закопанщини» у храмах. Показовою є стаття ксьондза Брикчинського у часописі «Католицький огляд» (пол. Przegląd Katolicki), де він продемонстрував цілковите несприйняття засад нового стилю Віткевича:
|  | Костел для нього [Віткевича] не є святинею Господньою […] для нього це звичайний будинок, котрий до найменших дрібничок нагадує вірянам їхні власні житла, хліви, знаряддя праці — словом усе, що земне, буденне і марне. |

За контекстом ці слова стосувались також і Ковача з його «просто жахливими» новими вівтарями. Подібні ворожі відгуки скоріш за все призвели до того, що розроблена вже особисто Ковачем поліхромія костелу, хоч і була вкрай поміркованою з погляду застосування народних елементів, усе ж не була реалізована.

### «Спосіб закопанський»
1899 року вийшов друком одночасно у Відні та Львові альбом орнаментальних мотивів Ковача під назвою «Спосіб закопанський» (пол. Sposób Zakopiański). Туди ввійшли зокрема і нереалізовані проєкти, як то розписи для парафіяльного костелу в Закопаному. Цікавим є трактування концепції саме як «способу» на противагу широковживаному окресленню як «Стиль закопанський», яке на той час вже міцно увійшло в обіг в мистецьких колах. Розуміння «Способу» він розтлумачує у доповідях, виголошених надалі. На відміну від такого широко вживаного в ті роки окреслення як «Стиль закопанський», Ковач висуває ідею підходу саме до трактування і переосмислення орнаментики. Він не приймав поширеного в той час «цитування» народного мистецтва, а пропонував використати самі принципи народної стилізації природних мотивів. При цьому черпати орнаментальні сюжети він пропонував безпосередньо з природи карпатського краю, із подальшою їх геометризацією. Іншими словами, у народного мистецтва слід перейняти не орнаментику, а сам підхід до стилізації форм природи у поєднанні із методами модерну, долучаючи тим самим нові сюжети. На думку Ковача народне мистецтво «в чистому вигляді» не могло задовольнити сучасних мистецьких запитів.
Спосіб закопанський викликав жваву дискусію в мистецьких колах Галичини. Йому закидували штучність та нібито приналежність до «чужинських» мотивів — тирольських та швейцарських. На практиці однак «спосіб» здобув підтримку у ремісників. Прихильники нового підходу з'явились і в архітектурі. Владислав Екельський застосував мотиви Ковача у перебудові власного будинку у Кракові на вулиці Шпитальній, 4. Євген Весоловський спорудив дерев'яний літній театр в Окосімі а також ряд житлових будинків, котрі разом практично утворюють цілий «закопанський» ансамбль. Юзеф Мікульський звернувся до цієї стилістики у будинку «Сокола» у Вадовицях, Ян Перось — у декорації зали для прийомів Ощадної каси в Ряшеві. Сам Ковач у контексті «способу» розробив амвон парафіяльного костелу в Окулицях, меблі і вівтар для каплиці у Вітковицях, «Галицький інтер'єр» на всесвітній виставці у Парижі 1900 року.

### Павільйон Галичини на Всесвітній виставці 1900

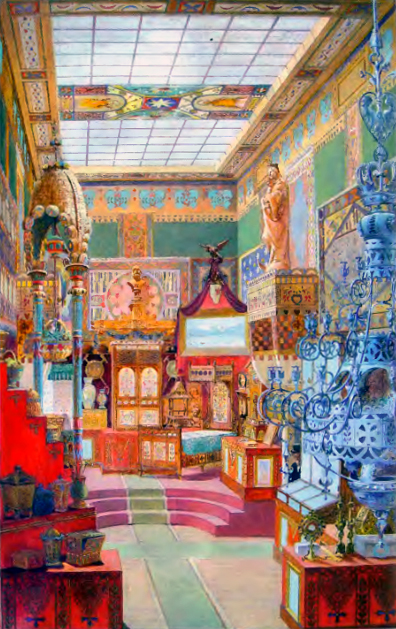
Павільйон Галичини. Проєкт 1898. Національний музей у Перемишлі.

Наприкінці 1890-х років розпочато підготовку до участі Австро-Угорщини у Всесвітній виставці 1900 року в Парижі. Галичину планувалось представити окремим досить невеликим павільйоном, що мав займати 40 м². У Львові 1898 року створено комітет з підготовки павільйону, на чолі з Леоном Пінінським. Мистецьке облаштування доручено Юліану Захаревичу, котрий звернувся до Станіслава Віткевича із пропозицією виготовити детальний проєкт. Раптова смерть Захаревича призвела до того, що на його місце запрошено Едгара Ковача, котрий розробив новий проєкт, а 1899 року — інший, остаточний. На з'їзді польських техніків у Кракові 8—10 вересня 1899 року експонувались 11 фотографій з роботами Ковача і зокрема фотографії готового павільйону. Сам же павільйон на кільканадцять днів попередньо виставлено у палаці Потоцьких у Львові від 29 січня того ж року. В пресі з'явилось багато схвальних відгуків. На виставці у Парижі павільйон користувався значним успіхом і здобув ряд нагород: золота медаль у номінації «меблі», срібні медалі у номінаціях «декорування інтер'єрів громадських і житлових споруд» і «свічники». Срібною медаллю відзначено також особисто Ковача. По завершенню виставки планувалось розмістити павільйон у Львівському промисловому музеї, що ймовірно було зроблено. Однак нині доля павільйону не відома.
Сьогодні складно скласти остаточне уявлення про вигляд павільйону. Збереглись фотографії, котрі однак є чорно-білими. У Національному музеї в Перемишлі знаходяться два ескізи виготовлені олійними фарбами 1898 року, котрі за укладом значно різняться від фотографій павільйону і ймовірно належать до першої більш ранньої серії. Вони демонструють важливу, якщо не ключову роль кольору в павільйоні. На скільки цей колористичний підхід вдалось реалізувати на практиці — невідомо.

## Львівський період

### Дискусія щодо «Способу закопанського»
Попри загальне визнання «Галицького інтер'єру» у Парижі, на батьківщині павільйон отримав суперечливі відгуки. Рецензія критика павільйону Антонієм Потоцьким була надзвичайно різкою і навіть образливою. Виклади і критичні публікації щодо нового стилю носили войовничий характер. До дискусії залучилась значна кількість польських архітекторів. При цьому не раз піднімалось питання про нібито неприязні стосунки між Ковачем і Віткевичем — головними ідеологами протидіючих таборів, що явно виходило за рамки чисто професійної дискусії.

### Викладацька діяльність, реставрація, живопис
Від 1900 року — професор Львівської політехніки. Зайняв колишню посаду Юліана Захаревича. У 1906—1907 роках — ректор.
Умовна поразка в публічній дискусії значно звузила можливості Ковача до реалізації своїх задумів. Тим не менше він, а також кілька прихильників «Способу» не припинили його застосування у своїх проєктах. Зокрема Ковач виконав вівтар каплиці Розіп'ятого Христа у домініканському костелі Жовкви, застосувавши давні напрацювання. Нині не збережений, значною мірою подібний на вівтар святого Антонія у парафіяльному костелі Закопаного. Кахлеві печі та ймовірно декорації «Польського дому» в Чернівцях. Незвично барвиста поліхромія залів польського гімнастичного товариства «Сокіл» у Вадовицях. Зберігся недатований проєкт дерев'яної вілли, розроблений імовірно у Львові.
1901 року відбулась персональна виставка Ковача у Львові. Ювілейна виставка з нагоди річниці Політехнічного товариства у Львові пройшла наступного 1902 року. Малював олійні та акварельні пейзажі, побутові та релігійні картини, натюрморти. Розробляв орнаменти, проєктував меблі, кераміку та інші ужиткові речі. Був членом журі конкурсів на проєкт перебудови садиби Скібневських у селі Голозубинці (1904), церкви в Соколівці Буського району (1904), каплиці в Хоминцях (1905). 1910 року експонував архітектурні та оздоблювальні проєкти на виставці польських архітекторів у Львові.
Помер 4 липня 1912 року у Львові, похований на Личаківському цвинтарі (поле № 19). Надмогильну плиту через початок Першої світової так і не встановлено, могилу віднайшли працівники музею «Личаківський цвинтар» вже у 2000-роках. Творчості Едгара Ковача присвячена дисертація А. Глюзінської 2003 року.
Нещодавно дирекцією ЛКП Музей «Личаківський цвинтар» встановлено надгробок на місці поховання Едгара Ковача.

## Список робіт

### Реставрація та проєктування споруд
- План регуляції віденської дільниці Штубентор (1892).
- Вівтарі парафіяльного костелу в Закопаному. Нереалізований проєкт поліхромії там же.
- Амвон парафіяльного костелу в Окуліцах.
- Кахлеві печі і ймовірно ще якісь роботи у «Польському домі» в Чернівцях (1905).
- Північна нава монастирської церкви св. Онуфрія у Львові. Проєкт Ковача від 1902 року базувався на формах колишньої каплиці, що примикає до храму з півдня. Було заплановано також розширення гранчастої абсиди головної нави і добудову двох захристій. Усе реалізовано фірмою Івана Левинського. За проєктом Ковача в головній наві встановлено престіл із балдахіном.[5]
- Поліхромія стель будинку «Сокола» у Вадовицях (1903).
- Недатований проєкт дерев'яної вілли (зберігається у Львові).
- Реставрація церкви василіянського монастиря в Жовкві.
- Вівтар у каплиці Розп'ятого Христа домініканського костелу в Жовкві (1901—1906, не збережений).
- Будинок у стилі необароко на площі Соборній, 1 у Львові.
- Проєкт розписів церкви Пресвятої Трійці у Дрогобичі (1905).
- Каплиця єзуїтського конвікту в Хирові.
- Конкурсний проєкт будівлі галицького сейму у Львові (1877).
- Проєкт Шльонського музею у Вроцлаві.
- Проєкт перебудови костелу в Кальварії Зебжидовській (до 1910, співавтор Зигмунт Гендель).[6]

### Живопис
Період навчання
- Циганський табір
- Образ Христа
- Річард III, якому сниться битва

Львівський період
- Краєвиди Татр
- Краєвиди з Кастелівки у Львові

### Друковані праці
- Sposób zakopanski. Львів 1899. Альбом орнаментальних мотивів.
- O zasadach architektury nowoczesnej. Львів 1901.

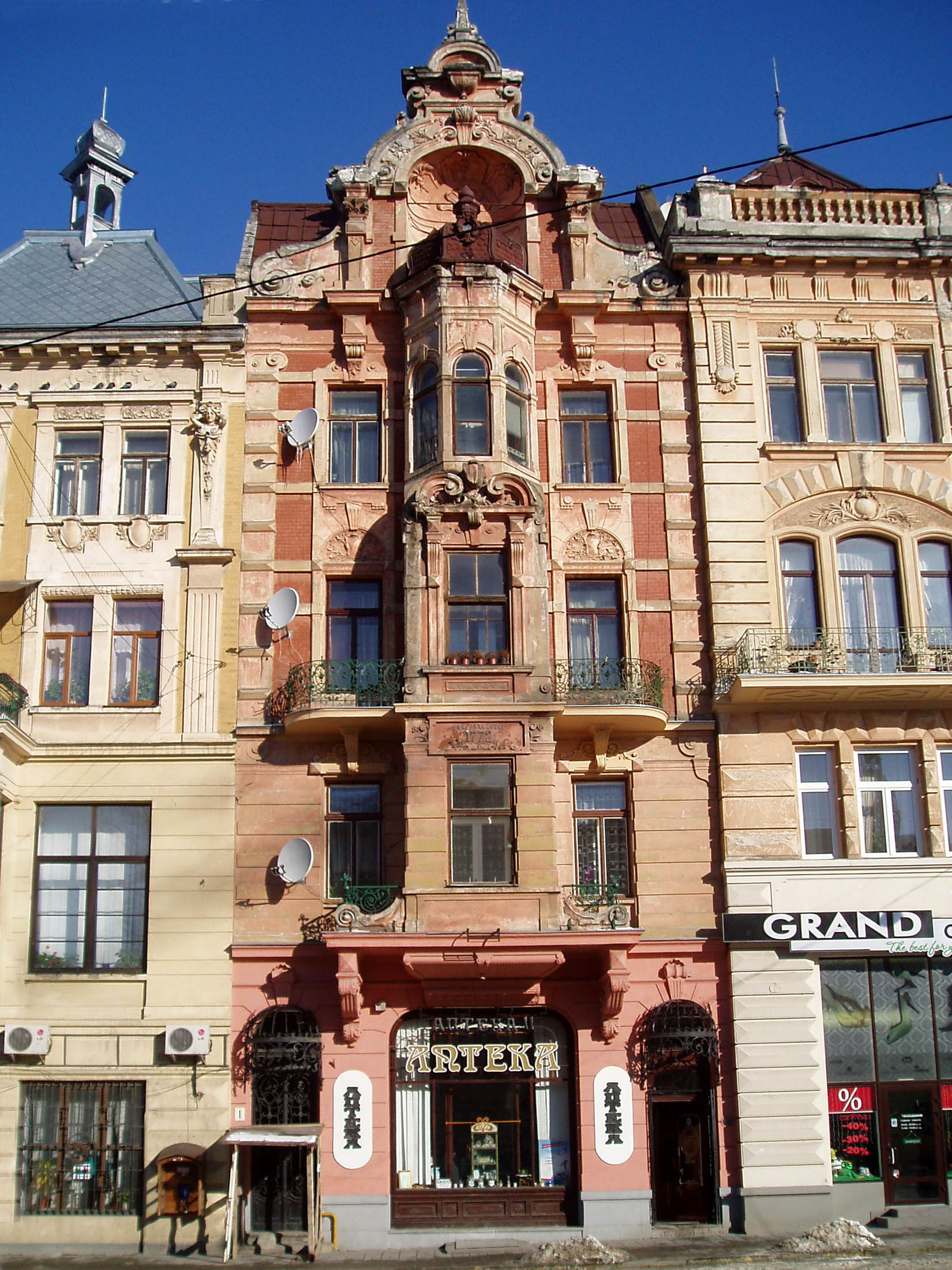
Будинок на пл. Соборній у Львові
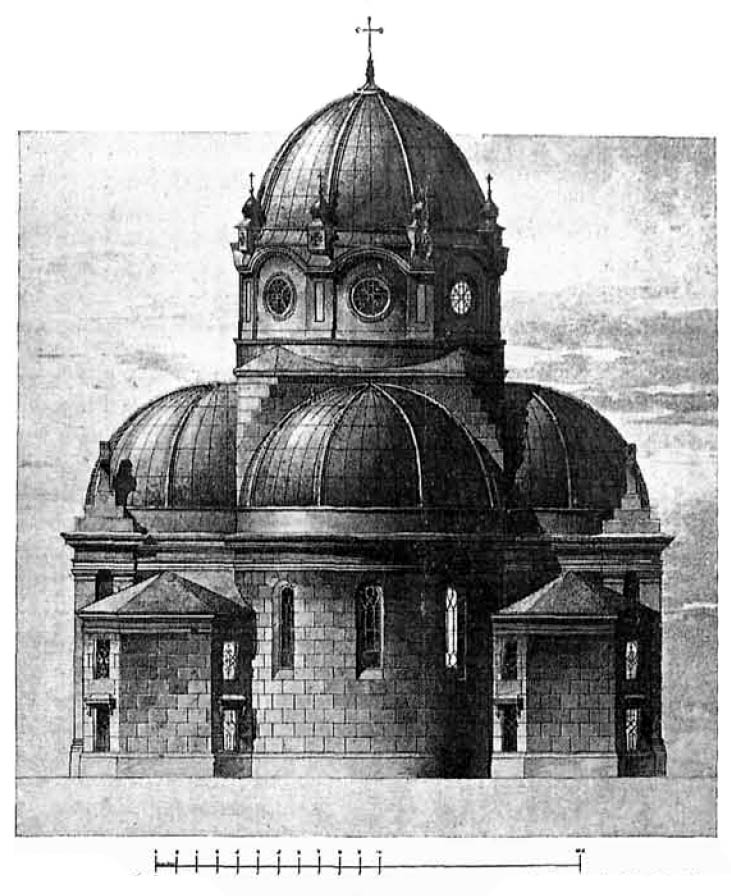
Екстер'єр церкви василіянського монастиря у Жовкві
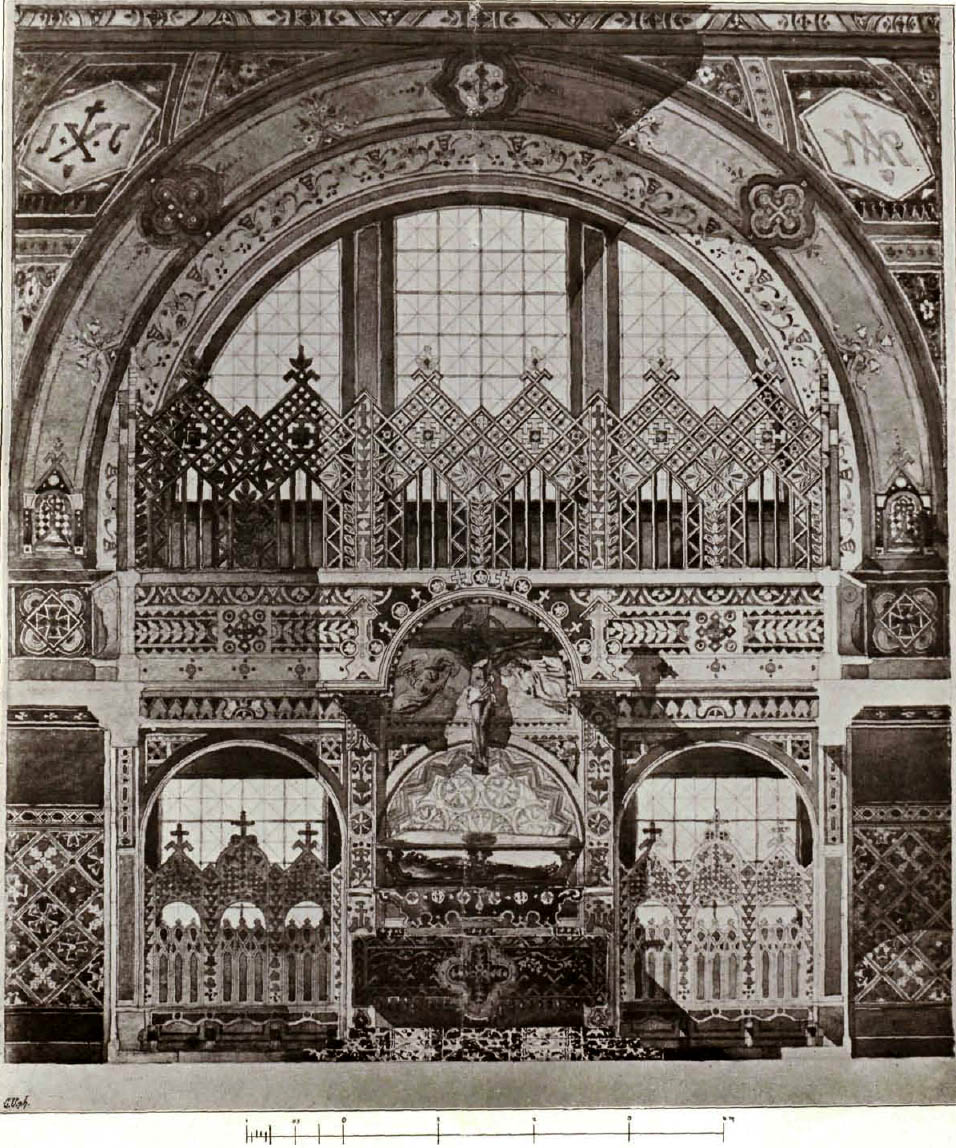
Бічний вівтар василіянського монастиря у Жовкві
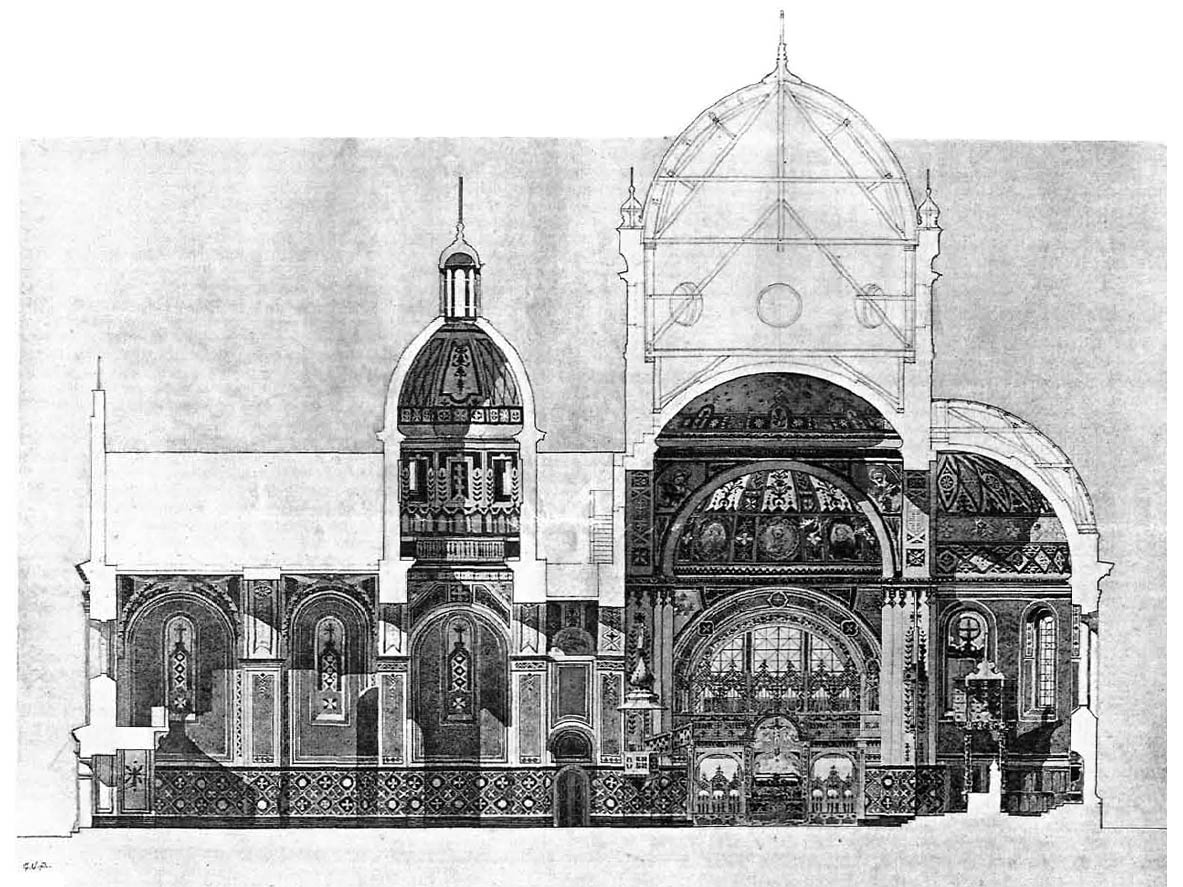
Поздовжній переріз монастиря у Жовкві
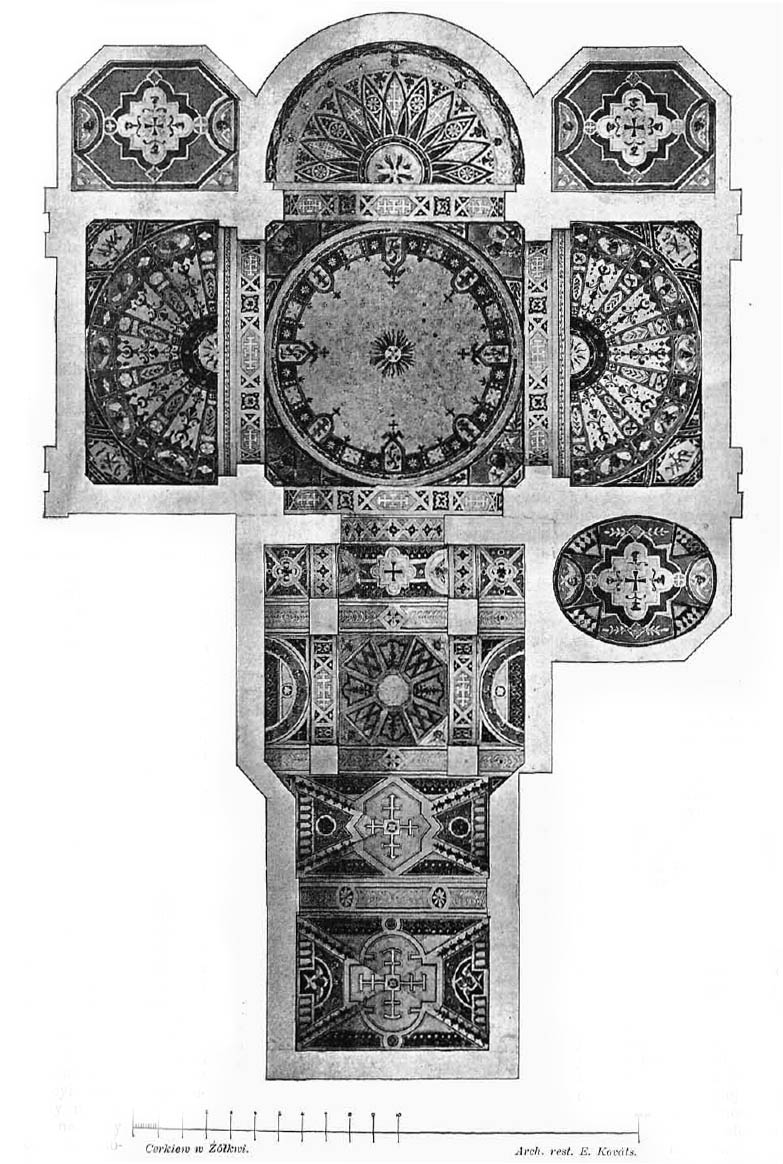
Проєкт розписів стелі монастиря у Жовкві
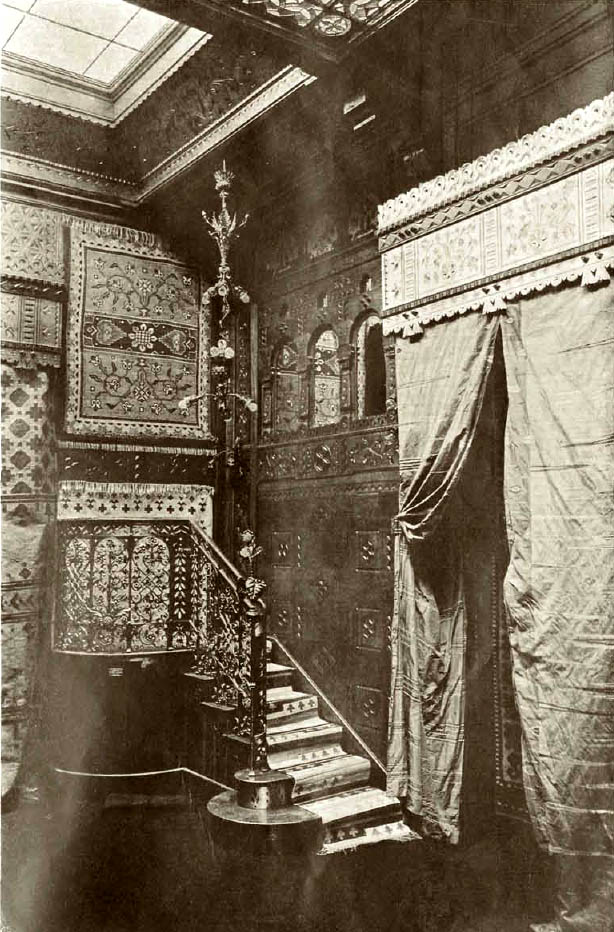
Павільйон Галичини на виставці у Парижі
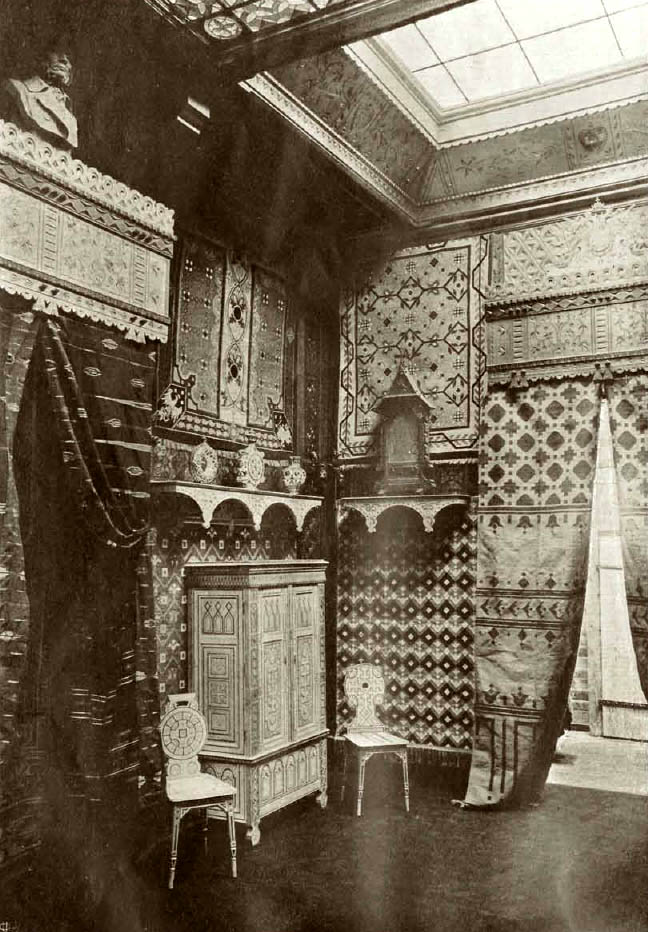
Павільйон Галичини на виставці у Парижі
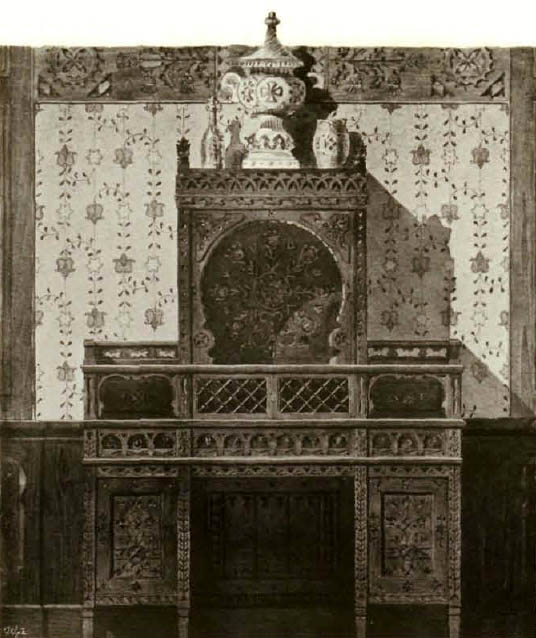
Проєкт меблів